# 尼崎市立尼崎工業高等学校

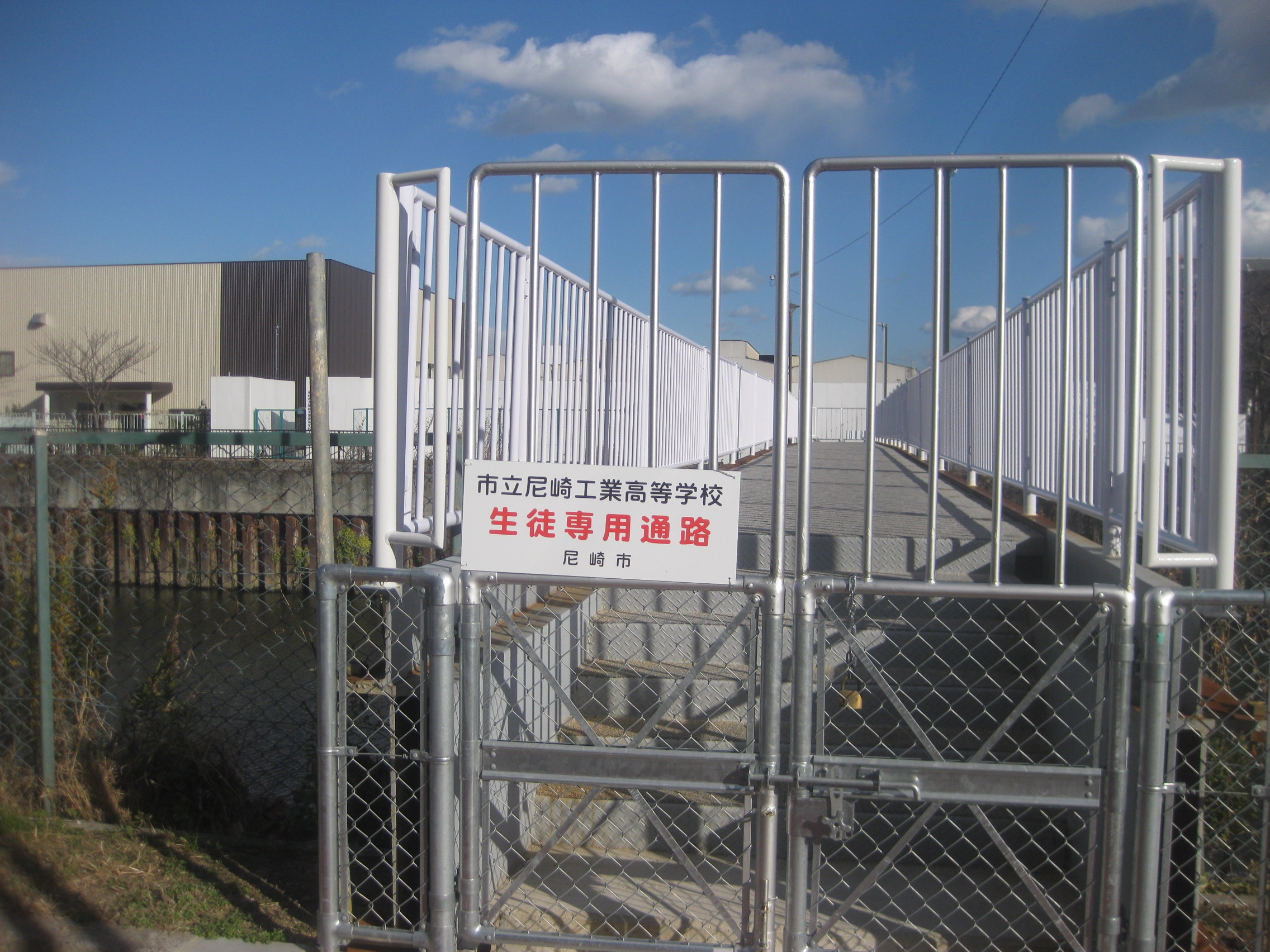
庄下川に架かる生徒専用歩道橋（対岸が体育館・グラウンド）　※現存せず

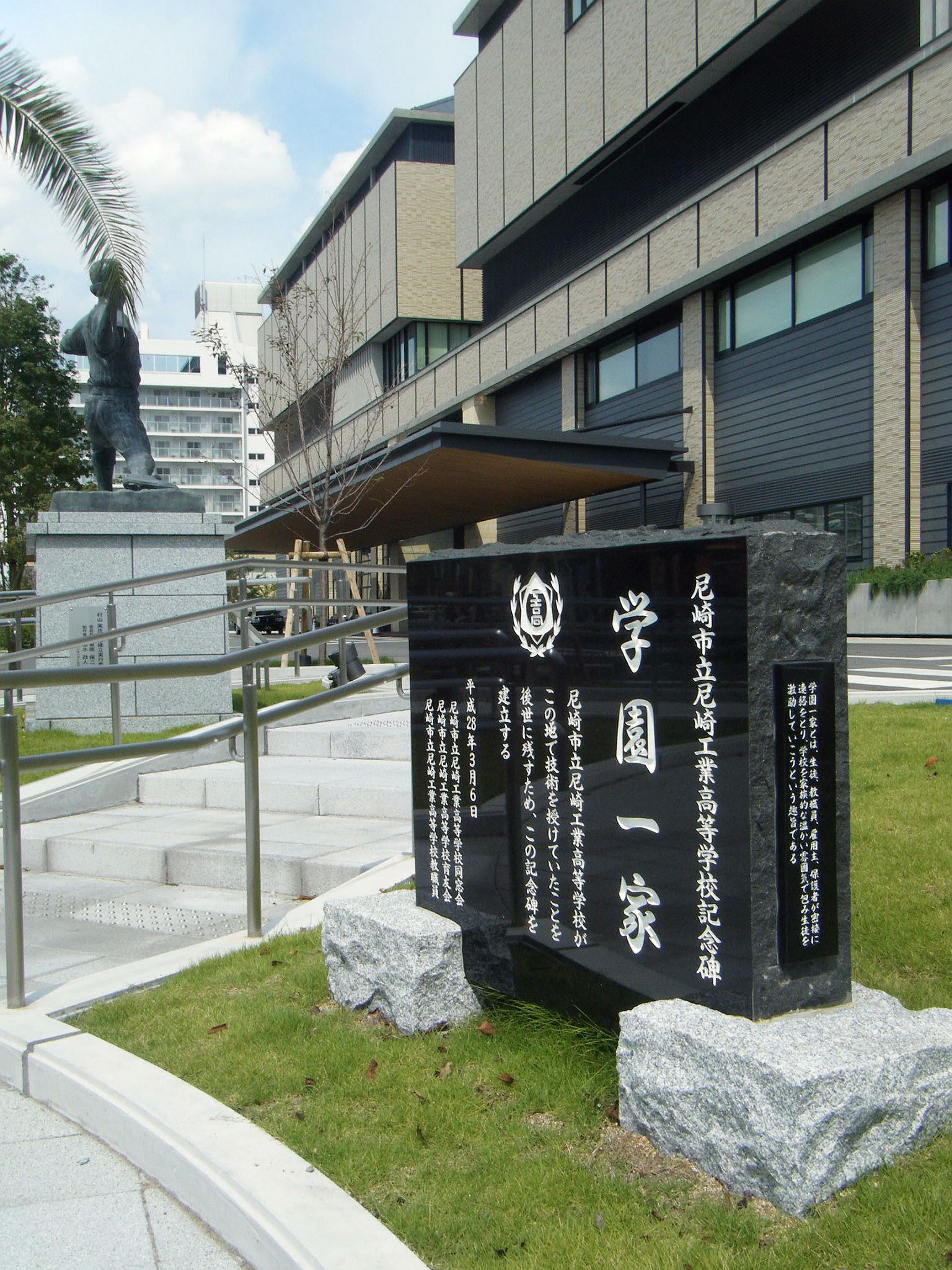
尼崎総合医療センター敷地へ建立された記念碑「学園一家」　左奥は尼崎産業高校卒業生である村山実の銅像。

尼崎市立尼崎工業高等学校（あまがさきしりつ あまがさきこうぎょうこうとうがっこう）は、兵庫県尼崎市東難波町二丁目に所在した定時制市立の工業高等学校。2011年3月まで尼崎市立尼崎産業高等学校と併設されていた。

## 設置学科
- 定時制課程
  - 機械科（40名）×4学年
  - 電気科（40名）×4学年

## 沿革
- 1951年4月1日 - 学校法人住友工業高等学校に定時制課程を開設。
- 1956年4月1日 - 尼崎市立尼崎商業高等学校と住友工業高等学校が合併し、尼崎市立尼崎産業高等学校発足。
- 1957年10月9日 - 開校。
- 1971年5月31日 - 定時制専用校舎竣工。
- 1972年4月1日 - 尼崎市立尼崎産業高等学校から定時制課程が独立し、尼崎市立尼崎工業高等学校に校名を変更。
- 2016年3月31日 - 閉校[1]

## 特色
- クラブ活動が盛んで、軟式野球部・バドミントン部・剣道部・ソフトテニス部は全国大会常連校だった。
- 資格取得にも力を入れており電気工事士・危険物取扱者など国家資格受験も指導していた。
- 2006年には岡山県のカバヤ食品からの依頼でカバカー復活も成し遂げた。
- 尼崎産業高校とグラウンド・体育館を共用していたが、2011年に同校が移転し、跡地には兵庫県立尼崎総合医療センターが建設されることになった。これに伴い、閉校までの間の暫定措置として庄下川対岸のアルナ工機本社工場跡地に仮設のグラウンド・体育館が建設され、庄下川には生徒専用の歩道橋が架設されていた。
- 兵庫県立尼崎総合医療センターとなったグラウンド・体育館跡地には、本校卒業生や職員等によって建立された記念碑「学園一家」がある。
- 校舎は閉校直後から解体工事が始まった。跡地には兵庫県立尼崎総合医療センターの立体駐車場が建設される予定。